# Maisa Hens
Maisa Hens Atienza (España, 1956)es una cantante y decoradora española. Conocida por poner voz al tema "Vuelve a casa vuelve por Navidad" (1980), que anunciaba una marca española de turrones que sigue perdurando en el tiempo.

## Biografía
Nació en el seno de una familia aficionada a la música. Su madre tocaba la guitarra y su padre ponía las voces por diversión. El matrimonio tuvo cinco hijos, que siguieron sus pasos —su hermana Yolanda era la voz de Objetivo Birmania y su hermano Carlos era batería del grupo Los Elegantes—. Desde pequeña, Maisa entonaba coplillas en la casa de su abuela en Ronda. A los catorce años se aficionó a la guitarra, y comenzó a cantar por diversos colegios mayores, incorporando a su repertorio temas de cantantes del momento, como: David Crosby, Bob Dylan, Carole King y Paul Simon.
En 1977 comenzó a grabar canciones para anuncios. Los compositores Julio Seijas y Luis Gómez-Escolar le ofrecieron la posibilidad de formar parte del grupo que realizaba los coros de Barrio Sésamo. Allí coincidió con la cantautora Cecilia. Posteriormente ellos la recomendaron a Álvaro Nieto, —autor de los jingles de Heno de Pravia, el aroma de tu hogar, Pescanova, lo bueno sale bien o Domecq, por fin llegó la cosecha—.
En 1980 Álvaro Nieto se presentó a la campaña de El Almendro, que buscaba renovar el tema Vuelve a casa, estrenado por la agencia de publicidad Clarín en 1974.Maisa fue la encargada de interpretar la melodía Vuelve a casa vuelve por Navidad, que fue finalmente la elegida. Poco después se hizo famosa y continua sonando desde entonces en todas las Navidades,con excepción del año 2020, que no sonó porque el mensaje del anuncio era contrario a las recomendaciones dadas contra el COVID.
Posteriormente realizó trabajos para Coca-Cola, Galerías Preciados, Fanta, El Corte Inglés, Schweppes. En las elecciones de 1982 realizó las campañas de algunos partidos políticos. También trabajó en diversos programas musicales de Televisión española, haciendo de figurante junto con Mari Trini, y los coros —tanto en directo como en el estudio— a Miguel Bosé, Rocío Jurado, Luis Miguel, Massiel, José Manuel Soto, La Unión, La Década Prodigiosa, Paloma San Basilio, Sara Montiel e Isabel Pantoja, entre otros.
Con Ana Belén intervino primero en el musical La bella Helena, estrenado en el Teatro romano de Mérida bajo la dirección de José Carlos Plaza. Y después en la gira El gusto es nuestro junto a Miguel Ríos,  Víctor Manuel y Joan Manuel Serrat.
En 1986 llegó al Festival de Eurovisión de la mano de la banda Cadillac, que interpretaron la canción Valentino que quedó en la décima posición. Maisa fue la corista. Al año siguiente, representó a Costa Rica en el Festival de la OTI haciendo de corista de Álex & Christina.
En el 2000, Maisa se dedicó a su otra pasión: el interiorismo, aunque sin abandonar el mundo de la música. Después de hacer los coros en dos álbumes de la banda Morgan, participó en La Voz Senior (2019).